# Grand Prix Formule 1 van België 2002
De Grand Prix Formule 1 van België 2002 werd gehouden op 1 september 2002 op Spa-Francorchamps in Spa.

## Uitslag
| Pos. | Nr. | Coureur              | Constructeur       | Rondes | Tijd / Oorzaak uitval | Grid | Punten |
| ---- | --- | -------------------- | ------------------ | ------ | --------------------- | ---- | ------ |
| 1    | 1   | Michael Schumacher   | Ferrari            | 44     | 1:21:20.634           | 1    | 10     |
| 2    | 2   | Rubens Barrichello   | Ferrari            | 44     | +1.977                | 3    | 6      |
| 3    | 6   | Juan Pablo Montoya   | Williams-BMW       | 44     | +18.445               | 5    | 4      |
| 4    | 3   | David Coulthard      | McLaren - Mercedes | 44     | +19.357               | 6    | 3      |
| 5    | 5   | Ralf Schumacher      | Williams-BMW       | 44     | +56.440               | 4    | 2      |
| 6    | 16  | Eddie Irvine         | Jaguar Racing      | 44     | +1:17.370             | 8    | 1      |
| 7    | 24  | Mika Salo            | Toyota             | 44     | +1:17.809             | 9    |        |
| 8    | 11  | Jacques Villeneuve   | BAR-Honda          | 44     | +1:19.855             | 12   |        |
| 9    | 25  | Allan McNish         | Toyota             | 43     | +1 Ronde              | 13   |        |
| 10   | 7   | Nick Heidfeld        | Sauber - Petronas  | 43     | +1 Ronde              | 18   |        |
| 11   | 10  | Takuma Sato          | Jordan-Honda       | 43     | +1 Ronde              | 16   |        |
| 12   | 12  | Olivier Panis        | BAR-Honda          | 39     | Motor                 | 15   |        |
| DNF  | 9   | Giancarlo Fisichella | Jordan-Honda       | 38     | Motor                 | 14   |        |
| DNF  | 17  | Pedro de la Rosa     | Jaguar Racing      | 37     | Wielophanging         | 11   |        |
| DNF  | 8   | Felipe Massa         | Sauber - Petronas  | 37     | Motor                 | 17   |        |
| DNF  | 4   | Kimi Räikkönen       | McLaren - Mercedes | 35     | Motor                 | 2    |        |
| DNF  | 14  | Jarno Trulli         | Renault            | 35     | Motor                 | 7    |        |
| DNF  | 22  | Anthony Davidson     | Minardi - Asiatech | 17     | Gespind               | 20   |        |
| DNF  | 15  | Jenson Button        | Renault            | 10     | Motor                 | 10   |        |
| DNF  | 23  | Mark Webber          | Minardi - Asiatech | 4      | Versnellingsbak       | 19   |        |

## Wetenswaardigheden
- De Grand Prix van België keerde niet terug op de kalender van 2003 wegens tabaksreclame.

## Statistieken
| Snelste ronde | Michael Schumacher | Scuderia Ferrari | 1:47.176 |

## Noot
- Dit was de vijftigste snelste ronde voor Michael Schumacher.
- Zesde overwinning van de Grote Prijs van België voor Michael Schumacher (eerdere overwinningen in 1992, 1995, 1996, 1997 en 2001) en hiermee vestigde hij een nieuw record. Hij verbrak het oude record van Ayrton Senna (5), gevestigd tijdens de Grote Prijs van België van 1991.

1925 · 1930 · 1931 · 1933 · 1934 · 1935 · 1937 · 1939 · 1947 · 1949 · 1950 · 1951 · 1952 · 1953 · 1954 · 1955 · 1956 · 1958 · 1960 · 1961 · 1962 · 1963 · 1964 · 1965 · 1966 · 1967 · 1968 · 1970 · 1972 · 1973 · 1974 · 1975 · 1976 · 1977 · 1978 · 1979 · 1980 · 1981 · 1982 · 1983 · 1984 · 1985 · 1986 · 1987 · 1988 · 1989 · 1990 · 1991 · 1992 · 1993 · 1994 · 1995 · 1996 · 1997 · 1998 · 1999 · 2000 · 2001 · 2002 · 2004 · 2005 · 2007 · 2008 · 2009 · 2010 · 2011 · 2012 · 2013 · 2014 · 2015 · 2016 · 2017 · 2018 · 2019 · 2020 · 2021 · 2022 · 2023 · 2024 · 2025 · 2026 · 2027 · 2029 · 2031